# Béla Károlyi

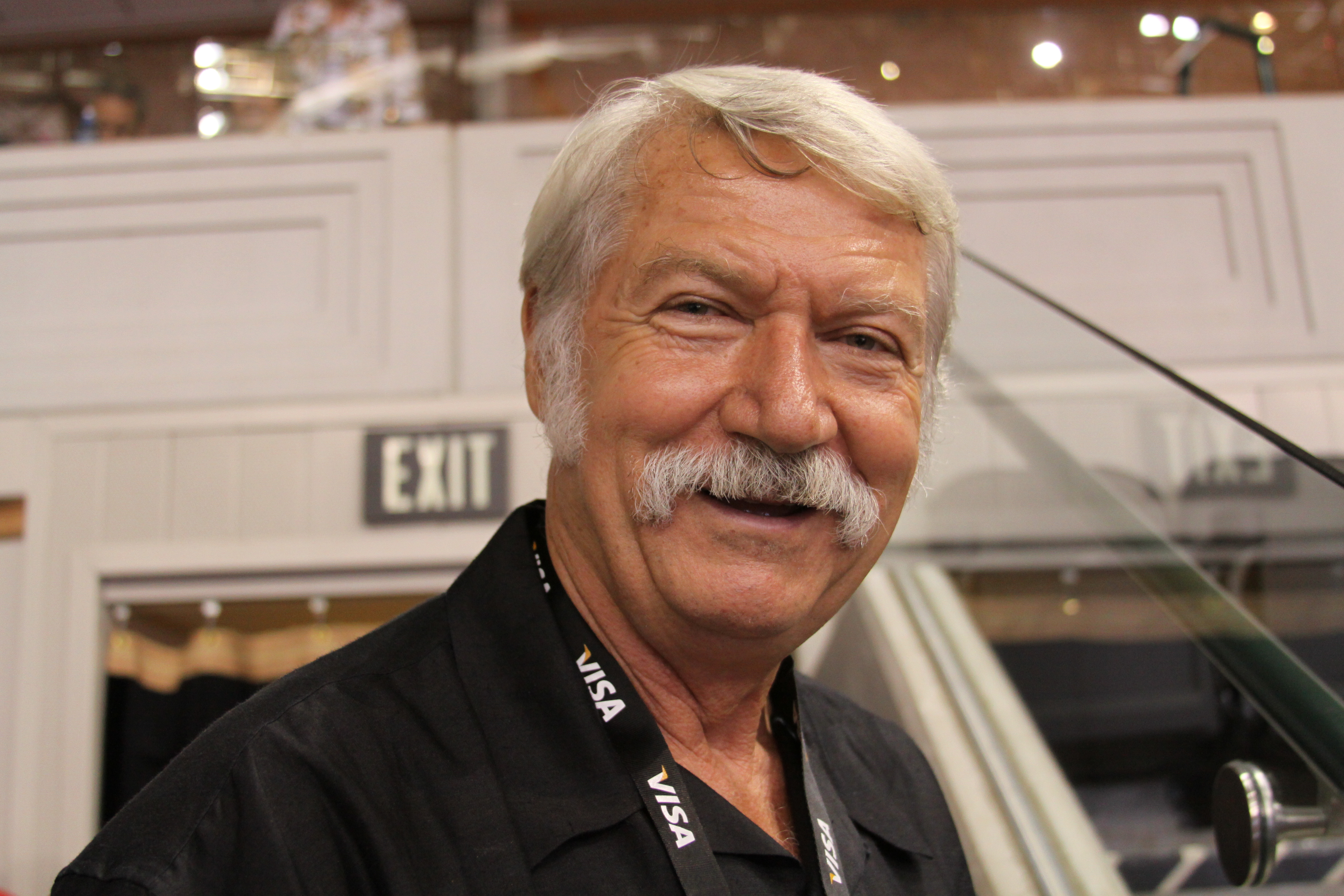
Béla Károlyi (2009)

Béla Károlyi (ur. 13 września 1942 w Klużu, zm. 15 listopada 2024) – rumuński trener gimnastyki, współtwórca sukcesów sportowych wielu gimnastyczek.
Jego wychowankami były m.in. Nadia Comăneci, zdobywczyni pięciu złotych medali olimpijskich, oraz Teodora Ungureanu. W 1981 wyjechał wraz z żoną, Mártą Károlyi, do USA, gdzie był trenerem reprezentacji tego kraju. W 1997 został włączony do Międzynarodowej Galerii Sław Gimnastyki (ang. International Gymnastics Hall of Fame).